# Crédit Agricole
Crédit Agricole es una red francesa de bancos cooperativos que se ha convertido desde 1994 en un grupo bancario internacional generalista. Se trata del mayor grupo de banca minorista en Francia, el segundo mayor en Europa y el octavo más grande del mundo según la revista The Banker. También es parte del índice de valores CAC 40.
Fue el principal patrocinador del equipo Crédit Agricole profesional de ciclismo en carretera desde 1997 hasta 2008.
En España es accionista de referencia de Bankinter.
Mientras tanto, en Argentina, fue dueño del Banco Bisel (con presencia en la toda la provincia de Santa Fe, este de la provincia de Córdoba y norte de la provincia de Buenos Aires), hasta 2009, que fue adquirido y fusionado por el Banco Macro. Al momento de su fundación el Banco Bisel SA incorporó como accionista minoritario a la Caja Nacional Crédite Agricole hasta 2002, cuando el Bisel es intervenido por el BCRA.
Según el Informe Integrado 2023-2024 de Crédit Agricole, el grupo cuenta con aproximadamente 154.000 empleados a nivel global.
La sede central de Crédit Agricole se encuentra en Montrouge, Francia. Además, el grupo tiene presencia en 44 países, con una concentración significativa de empleados en Francia, Italia, Polonia, Marruecos y Ucrania, que en conjunto representan el 79% de su fuerza laboral.

## Estructura del grupo
Crédit Agricole SA es propiedad mayoritaria de 39 bancos minoristas franceses, Caisses Régionales de Crédit Agricole Mutuel. Sus subsidiarias son:
- Credit Agricole CIB, la división de banca de inversión de Crédit Agricole.
- Calyon Financial.
- Amundi Asset Management
- CLSA, la división de corretaje de valores de Asia.
- Predica y Pacífica, las divisiones de seguros
- LCL (antes Crédit Lyonnais), la red nacional de banca minorista, adquirida en 2003.